# Thymus skopjensis
Thymus skopjensis — вид рослин родини глухокропивові (Lamiaceae), ендемік Північної Македонії.

## Поширення
Ендемік Північної Македонії.